# Telmatobius verrucosus
Espèce
Synonymes
- Telmatobius jahuira Lavilla & Ergueta-Sandoval, 1995

Statut de conservation UICN

 VU B1ab(iii) : Vulnérable
Telmatobius verrucosus est une espèce d'amphibiens de la famille des Telmatobiidae.

## Répartition
Cette espèce est endémique des Yungas du département de La Paz en Bolivie. Elle se rencontre entre 3 000 et 3 600 m d'altitude.

## Publication originale
- Werner, 1899 : Beschreibung neuer Reptilien und Batrachier. Zoologischer Anzeiger, vol. 22, no 4, p. 479-484 (texte intégral).